# Drzewo genealogiczne Tarnowskich herbu Leliwa

## Linia wielowiejsko-dzikowska
Linia wielowiejsko-dzikowska bierze swój początek bezpośrednio od założyciela rodu Spycimira. Jego syn, Rafał Tarnowski (zm. 1372 lub 1373), poprzez ślub z panią wielowiejską Dzierżką rozpoczął tę gałąź Tarnowskich.
|                                                          |                                                          |                                                          |                                                          |                                                                   | Spycimir Leliwita ur. 1275 zm. 1354                               |                                                                   |                                                                   |                                                |                                                 |                                                            |                                                            |                                                            |                                                            |                                                         |                                                         |                                                                 |                                                                 |                                                                 |                                                                 |                                       |                                       |
|                                                          |                                                          |                                                          |                                                          |                                                                   |                                                                   |                                                                   |                                                                   |                                                |                                                 |                                                            |                                                            |                                                            |                                                            |                                                         |                                                         |                                                                 |                                                                 |                                                                 |                                                                 |                                       |                                       |
|                                                          |                                                          |                                                          |                                                          |                                                                   |                                                                   |                                                                   |                                                                   |                                                |                                                 |                                                            |                                                            |                                                            |                                                            |                                                         |                                                         |                                                                 |                                                                 |                                                                 |                                                                 |                                       |                                       |
| Jan z Melsztyna ur. 1314 zm. 1380-1381 linia melsztyńska | Jan z Melsztyna ur. 1314 zm. 1380-1381 linia melsztyńska | Jan z Melsztyna ur. 1314 zm. 1380-1381 linia melsztyńska | Jan z Melsztyna ur. 1314 zm. 1380-1381 linia melsztyńska | Rafał z Tarnowa ur. 1320 zm. 1372 lub 1373                        | Rafał z Tarnowa ur. 1320 zm. 1372 lub 1373                        | Rafał z Tarnowa ur. 1320 zm. 1372 lub 1373                        | Rafał z Tarnowa ur. 1320 zm. 1372 lub 1373                        | Czuchna z Tarnowa ur. ? zm. ?                  | Czuchna z Tarnowa ur. ? zm. ?                   | Nieustęp z Tarnowa ur. ? zm. ?                             | Nieustęp z Tarnowa ur. ? zm. ?                             | Pakosław z Tarnowa ur. ? zm. ?                             | Pakosław z Tarnowa ur. ? zm. ?                             | Wojciech z Tarnowa ur. ? zm. ?                          | Wojciech z Tarnowa ur. ? zm. ?                          |                                                                 |                                                                 |                                                                 |                                                                 |                                       |                                       |
|                                                          |                                                          |                                                          |                                                          |                                                                   |                                                                   |                                                                   |                                                                   |                                                |                                                 |                                                            |                                                            |                                                            |                                                            |                                                         |                                                         |                                                                 |                                                                 |                                                                 |                                                                 |                                       |                                       |
|                                                          |                                                          |                                                          |                                                          |                                                                   |                                                                   |                                                                   |                                                                   |                                                |                                                 |                                                            |                                                            |                                                            |                                                            |                                                         |                                                         |                                                                 |                                                                 |                                                                 |                                                                 |                                       |                                       |
|                                                          |                                                          |                                                          | Jan Jaśko z Tarnowa ur. 1349 zm. 1409                    | Jan Jaśko z Tarnowa ur. 1349 zm. 1409                             | Jan Jaśko z Tarnowa ur. 1349 zm. 1409                             | Jan Jaśko z Tarnowa ur. 1349 zm. 1409                             |                                                                   |                                                | Spicymir Spytek z Tarnowa ur. 1349 zm. 1409     | Spicymir Spytek z Tarnowa ur. 1349 zm. 1409                | Spicymir Spytek z Tarnowa ur. 1349 zm. 1409                | Spicymir Spytek z Tarnowa ur. 1349 zm. 1409                |                                                            |                                                         |                                                         |                                                                 |                                                                 |                                                                 |                                                                 |                                       |                                       |
|                                                          |                                                          |                                                          |                                                          |                                                                   |                                                                   |                                                                   |                                                                   |                                                |                                                 |                                                            |                                                            |                                                            |                                                            |                                                         |                                                         |                                                                 |                                                                 |                                                                 |                                                                 |                                       |                                       |
|                                                          |                                                          |                                                          |                                                          |                                                                   |                                                                   |                                                                   |                                                                   |                                                |                                                 |                                                            |                                                            |                                                            |                                                            |                                                         |                                                         |                                                                 |                                                                 |                                                                 |                                                                 |                                       |                                       |
| Jan Tarnowski ur. 1367 zm. 1432/1433                     | Jan Tarnowski ur. 1367 zm. 1432/1433                     | Jan Tarnowski ur. 1367 zm. 1432/1433                     | Jan Tarnowski ur. 1367 zm. 1432/1433                     | Spytek z Tarnowa ur. 1367 zm. 1434-1435 linia jarosławska         | Spytek z Tarnowa ur. 1367 zm. 1434-1435 linia jarosławska         |                                                                   |                                                                   | Rafał z Tarnowa ur. 1370 zm. 1415              | Rafał z Tarnowa ur. 1370 zm. 1415               |                                                            |                                                            | Dorota z Tarnowa ur. ? zm. ?                               | Dorota z Tarnowa ur. ? zm. ?                               |                                                         |                                                         |                                                                 |                                                                 |                                                                 |                                                                 |                                       |                                       |
|                                                          |                                                          |                                                          |                                                          |                                                                   |                                                                   |                                                                   |                                                                   |                                                |                                                 |                                                            |                                                            |                                                            |                                                            |                                                         |                                                         |                                                                 |                                                                 |                                                                 |                                                                 |                                       |                                       |
|                                                          |                                                          |                                                          |                                                          |                                                                   |                                                                   |                                                                   |                                                                   |                                                |                                                 |                                                            |                                                            |                                                            |                                                            |                                                         |                                                         |                                                                 |                                                                 |                                                                 |                                                                 |                                       |                                       |
| Jadwiga z Tarnowa ur. 1407 zm. 1429                      | Jadwiga z Tarnowa ur. 1407 zm. 1429                      | Jan Feliks z Tarnowa ur. 1412 zm. 1484-1485              | Jan Feliks z Tarnowa ur. 1412 zm. 1484-1485              | Jan Feliks z Tarnowa ur. 1412 zm. 1484-1485                       | Jan Feliks z Tarnowa ur. 1412 zm. 1484-1485                       | Jan Gratus z Tarnowa ur. 1414 zm. 1444                            | Jan Gratus z Tarnowa ur. 1414 zm. 1444                            | Katarzyna z Tarnowa ur. 1420 zm. 1474          | Katarzyna z Tarnowa ur. 1420 zm. 1474           | Jan Amor Major z Tarnowa (Starszy) ur. 1424 zm. 1444       | Jan Amor Major z Tarnowa (Starszy) ur. 1424 zm. 1444       | Jan Amor Major z Tarnowa (Starszy) ur. 1424 zm. 1444       | Jan Amor Major z Tarnowa (Starszy) ur. 1424 zm. 1444       | Jan Rafał z Tarnowa ur. 1410 zm. 1480                   | Jan Rafał z Tarnowa ur. 1410 zm. 1480                   | Jan Amor Junior z Tarnowa ur. ? zm. 1500                        | Jan Amor Junior z Tarnowa ur. ? zm. 1500                        | Jan Amor Junior z Tarnowa ur. ? zm. 1500                        | Jan Amor Junior z Tarnowa ur. ? zm. 1500                        |                                       |                                       |
|                                                          |                                                          |                                                          |                                                          |                                                                   |                                                                   |                                                                   |                                                                   |                                                |                                                 |                                                            |                                                            |                                                            |                                                            |                                                         |                                                         |                                                                 |                                                                 |                                                                 |                                                                 |                                       |                                       |
|                                                          |                                                          |                                                          |                                                          |                                                                   |                                                                   |                                                                   |                                                                   |                                                |                                                 |                                                            |                                                            |                                                            |                                                            |                                                         |                                                         |                                                                 |                                                                 |                                                                 |                                                                 |                                       |                                       |
|                                                          | Jan Feliks Szram Tarnowski ur. 1460 zm. 1507             | Jan Feliks Szram Tarnowski ur. 1460 zm. 1507             | Jan Feliks Szram Tarnowski ur. 1460 zm. 1507             | Jan Feliks Szram Tarnowski ur. 1460 zm. 1507                      |                                                                   |                                                                   | Anna z Tarnowa ur. 1455 zm. 1512                                  | Anna z Tarnowa ur. 1455 zm. 1512               | Anna z Tarnowa ur. 1455 zm. 1512                | Anna z Tarnowa ur. 1455 zm. 1512                           |                                                            |                                                            |                                                            |                                                         |                                                         |                                                                 |                                                                 |                                                                 |                                                                 |                                       |                                       |
|                                                          |                                                          |                                                          |                                                          |                                                                   |                                                                   |                                                                   |                                                                   |                                                |                                                 |                                                            |                                                            |                                                            |                                                            |                                                         |                                                         |                                                                 |                                                                 |                                                                 |                                                                 |                                       |                                       |
|                                                          |                                                          |                                                          |                                                          |                                                                   |                                                                   |                                                                   |                                                                   |                                                |                                                 |                                                            |                                                            |                                                            |                                                            |                                                         |                                                         |                                                                 |                                                                 |                                                                 |                                                                 |                                       |                                       |
| Spytek Jan z Tarnowa ur. 1484 zm. 1533                   | Spytek Jan z Tarnowa ur. 1484 zm. 1533                   | Spytek Jan z Tarnowa ur. 1484 zm. 1533                   | Spytek Jan z Tarnowa ur. 1484 zm. 1533                   | Stanisław z Tarnowa ur. 1478 zm. 1528 linia rzemieńsko-rzochowska | Stanisław z Tarnowa ur. 1478 zm. 1528 linia rzemieńsko-rzochowska | Stanisław z Tarnowa ur. 1478 zm. 1528 linia rzemieńsko-rzochowska | Stanisław z Tarnowa ur. 1478 zm. 1528 linia rzemieńsko-rzochowska |                                                | Jan Ciężki Tarnowski ur. 1479 zm. 1527          | Jan Ciężki Tarnowski ur. 1479 zm. 1527                     | Jan Ciężki Tarnowski ur. 1479 zm. 1527                     | Jan Ciężki Tarnowski ur. 1479 zm. 1527                     |                                                            |                                                         |                                                         |                                                                 |                                                                 |                                                                 |                                                                 |                                       |                                       |
|                                                          |                                                          |                                                          |                                                          |                                                                   |                                                                   |                                                                   |                                                                   |                                                |                                                 |                                                            |                                                            |                                                            |                                                            |                                                         |                                                         |                                                                 |                                                                 |                                                                 |                                                                 |                                       |                                       |
|                                                          |                                                          |                                                          |                                                          |                                                                   |                                                                   |                                                                   |                                                                   |                                                |                                                 |                                                            |                                                            |                                                            |                                                            |                                                         |                                                         |                                                                 |                                                                 |                                                                 |                                                                 |                                       |                                       |
| Stanisław Spytek Tarnowski ur. 1514 zm. 1568             | Stanisław Spytek Tarnowski ur. 1514 zm. 1568             | Stanisław Spytek Tarnowski ur. 1514 zm. 1568             | Stanisław Spytek Tarnowski ur. 1514 zm. 1568             |                                                                   | Barbara Tarnowska ur. 1510 zm. 1562                               | Barbara Tarnowska ur. 1510 zm. 1562                               | Barbara Tarnowska ur. 1510 zm. 1562                               | Barbara Tarnowska ur. 1510 zm. 1562            |                                                 |                                                            |                                                            |                                                            |                                                            |                                                         |                                                         |                                                                 |                                                                 |                                                                 |                                                                 |                                       |                                       |
|                                                          |                                                          |                                                          |                                                          |                                                                   |                                                                   |                                                                   |                                                                   |                                                |                                                 |                                                            |                                                            |                                                            |                                                            |                                                         |                                                         |                                                                 |                                                                 |                                                                 |                                                                 |                                       |                                       |
|                                                          |                                                          |                                                          |                                                          |                                                                   |                                                                   |                                                                   |                                                                   |                                                |                                                 |                                                            |                                                            |                                                            |                                                            |                                                         |                                                         |                                                                 |                                                                 |                                                                 |                                                                 |                                       |                                       |
| Stanisław Tarnowski ur. 1541 zm. 1609                    | Stanisław Tarnowski ur. 1541 zm. 1609                    | Stanisław Tarnowski ur. 1541 zm. 1609                    | Stanisław Tarnowski ur. 1541 zm. 1609                    | Elżbieta Zofia Tarnowska ur. 1537 zm. 1579                        | Elżbieta Zofia Tarnowska ur. 1537 zm. 1579                        | Barbara Tarnowska ur. 1537 zm. 1580                               | Barbara Tarnowska ur. 1537 zm. 1580                               | Barbara Tarnowska ur. 1537 zm. 1580            | Barbara Tarnowska ur. 1537 zm. 1580             | Krystyna Tarnowska ur. 1537 zm. 1584                       | Krystyna Tarnowska ur. 1537 zm. 1584                       | Beata Elżbieta Tarnowska ur. 1537 zm. 1588                 | Beata Elżbieta Tarnowska ur. 1537 zm. 1588                 | Beata Elżbieta Tarnowska ur. 1537 zm. 1588              | Beata Elżbieta Tarnowska ur. 1537 zm. 1588              | Anna Tarnowska ur. 1537 zm. 1580                                | Anna Tarnowska ur. 1537 zm. 1580                                | Katarzyna Tarnowska ur. 1537 zm. 1580                           | Katarzyna Tarnowska ur. 1537 zm. 1580                           | Katarzyna Tarnowska ur. 1537 zm. 1580 | Katarzyna Tarnowska ur. 1537 zm. 1580 |
|                                                          |                                                          |                                                          |                                                          |                                                                   |                                                                   |                                                                   |                                                                   |                                                |                                                 |                                                            |                                                            |                                                            |                                                            |                                                         |                                                         |                                                                 |                                                                 |                                                                 |                                                                 |                                       |                                       |
|                                                          |                                                          |                                                          |                                                          |                                                                   |                                                                   |                                                                   |                                                                   |                                                |                                                 |                                                            |                                                            |                                                            |                                                            |                                                         |                                                         |                                                                 |                                                                 |                                                                 |                                                                 |                                       |                                       |
| Stanisław Tarnowski ur. 1570 zm. 1609                    | Stanisław Tarnowski ur. 1570 zm. 1609                    | Jan Tarnowski ur. 1589 zm. 1601                          | Jan Tarnowski ur. 1589 zm. 1601                          | Michał Stanisław Tarnowski ur. 1590 zm. 1655                      | Michał Stanisław Tarnowski ur. 1590 zm. 1655                      | Michał Stanisław Tarnowski ur. 1590 zm. 1655                      | Michał Stanisław Tarnowski ur. 1590 zm. 1655                      | Gabryel Amor Tarnowski ur. 1575 zm. 1628       | Gabryel Amor Tarnowski ur. 1575 zm. 1628        | Jan Joachim Tarnowski ur. 1571 zm. 1652 linia kożangródzka | Jan Joachim Tarnowski ur. 1571 zm. 1652 linia kożangródzka | Jan Joachim Tarnowski ur. 1571 zm. 1652 linia kożangródzka | Jan Joachim Tarnowski ur. 1571 zm. 1652 linia kożangródzka | Jadwiga Tarnowska ur. 1583 zm. 1628                     | Jadwiga Tarnowska ur. 1583 zm. 1628                     | Zofia Tarnowska ur. 1588 zm. 1615                               | Zofia Tarnowska ur. 1588 zm. 1615                               | Barbara Tarnowska ur. 1566 zm. 1610                             | Barbara Tarnowska ur. 1566 zm. 1610                             |                                       |                                       |
|                                                          |                                                          |                                                          |                                                          |                                                                   |                                                                   |                                                                   |                                                                   |                                                |                                                 |                                                            |                                                            |                                                            |                                                            |                                                         |                                                         |                                                                 |                                                                 |                                                                 |                                                                 |                                       |                                       |
|                                                          |                                                          |                                                          |                                                          |                                                                   |                                                                   |                                                                   |                                                                   |                                                |                                                 |                                                            |                                                            |                                                            |                                                            |                                                         |                                                         |                                                                 |                                                                 |                                                                 |                                                                 |                                       |                                       |
|                                                          | Jan Stanisław Amor Tarnowski ur. 1646 zm. 1676           | Jan Stanisław Amor Tarnowski ur. 1646 zm. 1676           | Jan Stanisław Amor Tarnowski ur. 1646 zm. 1676           | Jan Stanisław Amor Tarnowski ur. 1646 zm. 1676                    |                                                                   |                                                                   | Piotr Paweł Tarnowski ur. 1640 zm. 1661                           | Piotr Paweł Tarnowski ur. 1640 zm. 1661        | Piotr Paweł Tarnowski ur. 1640 zm. 1661         | Piotr Paweł Tarnowski ur. 1640 zm. 1661                    |                                                            |                                                            | Zofia Petronella Tarnowska ur. 1639 zm. 1685               | Zofia Petronella Tarnowska ur. 1639 zm. 1685            | Zofia Petronella Tarnowska ur. 1639 zm. 1685            | Zofia Petronella Tarnowska ur. 1639 zm. 1685                    |                                                                 |                                                                 |                                                                 |                                       |                                       |
|                                                          |                                                          |                                                          |                                                          |                                                                   |                                                                   |                                                                   |                                                                   |                                                |                                                 |                                                            |                                                            |                                                            |                                                            |                                                         |                                                         |                                                                 |                                                                 |                                                                 |                                                                 |                                       |                                       |
|                                                          |                                                          |                                                          |                                                          |                                                                   |                                                                   |                                                                   |                                                                   |                                                |                                                 |                                                            |                                                            |                                                            |                                                            |                                                         |                                                         |                                                                 |                                                                 |                                                                 |                                                                 |                                       |                                       |
|                                                          | Michał Bernard Jacek Tarnowski ur. 1670 zm. 1712         | Michał Bernard Jacek Tarnowski ur. 1670 zm. 1712         | Michał Bernard Jacek Tarnowski ur. 1670 zm. 1712         | Michał Bernard Jacek Tarnowski ur. 1670 zm. 1712                  | Jan Kazimierz Tarnowski ur. 1664 zm. 1677                         | Jan Kazimierz Tarnowski ur. 1664 zm. 1677                         | Jan Kazimierz Tarnowski ur. 1664 zm. 1677                         | Jan Kazimierz Tarnowski ur. 1664 zm. 1677      | Konstancja Marianna Tarnowska ur. 1667 zm. 1677 | Konstancja Marianna Tarnowska ur. 1667 zm. 1677            | Konstancja Marianna Tarnowska ur. 1667 zm. 1677            | Konstancja Marianna Tarnowska ur. 1667 zm. 1677            | Aleksander Dominik Gabryel Tarnowski ur. 1668 zm. 1707     | Aleksander Dominik Gabryel Tarnowski ur. 1668 zm. 1707  | Aleksander Dominik Gabryel Tarnowski ur. 1668 zm. 1707  | Aleksander Dominik Gabryel Tarnowski ur. 1668 zm. 1707          |                                                                 |                                                                 |                                                                 |                                       |                                       |
|                                                          |                                                          |                                                          |                                                          |                                                                   |                                                                   |                                                                   |                                                                   |                                                |                                                 |                                                            |                                                            |                                                            |                                                            |                                                         |                                                         |                                                                 |                                                                 |                                                                 |                                                                 |                                       |                                       |
|                                                          |                                                          |                                                          |                                                          |                                                                   |                                                                   |                                                                   |                                                                   |                                                |                                                 |                                                            |                                                            |                                                            |                                                            |                                                         |                                                         |                                                                 |                                                                 |                                                                 |                                                                 |                                       |                                       |
|                                                          | Józef Mateusz Tarnowski ur. ? zm. 1744                   |                                                          |                                                          |                                                                   |                                                                   |                                                                   |                                                                   |                                                |                                                 |                                                            |                                                            |                                                            |                                                            |                                                         |                                                         |                                                                 |                                                                 |                                                                 |                                                                 |                                       |                                       |
|                                                          |                                                          |                                                          |                                                          |                                                                   |                                                                   |                                                                   |                                                                   |                                                |                                                 |                                                            |                                                            |                                                            |                                                            |                                                         |                                                         |                                                                 |                                                                 |                                                                 |                                                                 |                                       |                                       |
|                                                          |                                                          |                                                          |                                                          |                                                                   |                                                                   |                                                                   |                                                                   |                                                |                                                 |                                                            |                                                            |                                                            |                                                            |                                                         |                                                         |                                                                 |                                                                 |                                                                 |                                                                 |                                       |                                       |
| Anna Tarnowska ur. 1770 zm. 1771                         | Anna Tarnowska ur. 1770 zm. 1771                         | Jan Jacek Tarnowski ur. 1729 zm. 1808                    | Jan Jacek Tarnowski ur. 1729 zm. 1808                    | Jan Jacek Tarnowski ur. 1729 zm. 1808                             | Jan Jacek Tarnowski ur. 1729 zm. 1808                             | Filipina Tarnowska ur. 1733 zm. 1754                              | Filipina Tarnowska ur. 1733 zm. 1754                              |                                                | Joachim Tarnowski ur. 1732 zm. 1806             | Joachim Tarnowski ur. 1732 zm. 1806                        |                                                            | Piotr Tarnowski ur. 1736 zm. ?                             | Piotr Tarnowski ur. 1736 zm. ?                             |                                                         | Tomasz Tarnowski ur. 1743 zm. ?                         | Tomasz Tarnowski ur. 1743 zm. ?                                 |                                                                 | Rafał Tarnowski ur. 1741 zm. 1803 linia drążgowska              | Rafał Tarnowski ur. 1741 zm. 1803 linia drążgowska              |                                       |                                       |
|                                                          |                                                          |                                                          |                                                          |                                                                   |                                                                   |                                                                   |                                                                   |                                                |                                                 |                                                            |                                                            |                                                            |                                                            |                                                         |                                                         |                                                                 |                                                                 |                                                                 |                                                                 |                                       |                                       |
|                                                          |                                                          |                                                          |                                                          |                                                                   |                                                                   |                                                                   |                                                                   |                                                |                                                 |                                                            |                                                            |                                                            |                                                            |                                                         |                                                         |                                                                 |                                                                 |                                                                 |                                                                 |                                       |                                       |
| Wincenty Tarnowski ur. 1776 zm. 1776                     | Wincenty Tarnowski ur. 1776 zm. 1776                     | Jan Feliks Tarnowski ur. 1777 zm. 1842                   | Jan Feliks Tarnowski ur. 1777 zm. 1842                   | Jan Feliks Tarnowski ur. 1777 zm. 1842                            | Jan Feliks Tarnowski ur. 1777 zm. 1842                            | Marianna Tarnowska ur. 1778 zm. 1778                              | Marianna Tarnowska ur. 1778 zm. 1778                              |                                                | Marianna Tarnowska ur. 1780 zm. 1849            | Marianna Tarnowska ur. 1780 zm. 1849                       |                                                            | Józef Tarnowski ur. 1778 zm. 1779                          | Józef Tarnowski ur. 1778 zm. 1779                          |                                                         | Michał Tarnowski ur. 1782 zm. 1831 linia chorzelowska   | Michał Tarnowski ur. 1782 zm. 1831 linia chorzelowska           |                                                                 |                                                                 |                                                                 |                                       |                                       |
|                                                          |                                                          |                                                          |                                                          |                                                                   |                                                                   |                                                                   |                                                                   |                                                |                                                 |                                                            |                                                            |                                                            |                                                            |                                                         |                                                         |                                                                 |                                                                 |                                                                 |                                                                 |                                       |                                       |
|                                                          |                                                          |                                                          |                                                          |                                                                   |                                                                   |                                                                   |                                                                   |                                                |                                                 |                                                            |                                                            |                                                            |                                                            |                                                         |                                                         |                                                                 |                                                                 |                                                                 |                                                                 |                                       |                                       |
| Kazimierz Tarnowski ur. 1801 zm. 1803                    | Kazimierz Tarnowski ur. 1801 zm. 1803                    | Jan Bogdan Tarnowski ur. 1805 zm. 1850                   | Jan Bogdan Tarnowski ur. 1805 zm. 1850                   | Rozalia Tarnowska ur. 1803 zm. 1804                               | Rozalia Tarnowska ur. 1803 zm. 1804                               | Maria Felicja Tarnowska ur. 1807 zm. 1870                         | Maria Felicja Tarnowska ur. 1807 zm. 1870                         | Waleria Bronisława Tarnowska ur. 1810 zm. 1815 | Waleria Bronisława Tarnowska ur. 1810 zm. 1815  | Rozalia Wiktoria Tarnowska ur. 1814 zm. 1815               | Rozalia Wiktoria Tarnowska ur. 1814 zm. 1815               | Anna Tarnowska ur. 1816 zm. 1893                           | Anna Tarnowska ur. 1816 zm. 1893                           | Tadeusz Antoni Tarnowski ur. 1819 zm. 1890              | Tadeusz Antoni Tarnowski ur. 1819 zm. 1890              | Walerian Spycimir Tarnowski ur. 1811 zm. 1861 linia wróblewicka | Walerian Spycimir Tarnowski ur. 1811 zm. 1861 linia wróblewicka | Walerian Spycimir Tarnowski ur. 1811 zm. 1861 linia wróblewicka | Walerian Spycimir Tarnowski ur. 1811 zm. 1861 linia wróblewicka |                                       |                                       |
|                                                          |                                                          |                                                          |                                                          |                                                                   |                                                                   |                                                                   |                                                                   |                                                |                                                 |                                                            |                                                            |                                                            |                                                            |                                                         |                                                         |                                                                 |                                                                 |                                                                 |                                                                 |                                       |                                       |
|                                                          |                                                          |                                                          |                                                          |                                                                   |                                                                   |                                                                   |                                                                   |                                                |                                                 |                                                            |                                                            |                                                            |                                                            |                                                         |                                                         |                                                                 |                                                                 |                                                                 |                                                                 |                                       |                                       |
| Gabryela Tarnowska ur. 1833 zm. ?                        | Gabryela Tarnowska ur. 1833 zm. ?                        | Jan Dzierżysław Tarnowski ur. 1835 zm. 1894              | Jan Dzierżysław Tarnowski ur. 1835 zm. 1894              | Jan Dzierżysław Tarnowski ur. 1835 zm. 1894                       | Jan Dzierżysław Tarnowski ur. 1835 zm. 1894                       | Zofia Maria Aleksandryna Tarnowska ur. 1836 zm. ?                 | Zofia Maria Aleksandryna Tarnowska ur. 1836 zm. ?                 | Waleria Tarnowska ur. 1830 zm. 1914            | Waleria Tarnowska ur. 1830 zm. 1914             | Anna Tarnowska ur. 1845 zm. ?                              | Anna Tarnowska ur. 1845 zm. ?                              | Kazimierz Kajetan Tarnowski ur. 1842 zm. ?                 | Kazimierz Kajetan Tarnowski ur. 1842 zm. ?                 | Karolina Tarnowska ur. 1832 zm. 1888 linia chorzelowska | Karolina Tarnowska ur. 1832 zm. 1888 linia chorzelowska | Juliusz Tarnowski ur. 1830 zm. 1863                             | Juliusz Tarnowski ur. 1830 zm. 1863                             | Stanisław Kostka Tarnowski ur. 1837 zm. 1917 linia rudnicka     | Stanisław Kostka Tarnowski ur. 1837 zm. 1917 linia rudnicka     |                                       |                                       |
|                                                          |                                                          |                                                          |                                                          |                                                                   |                                                                   |                                                                   |                                                                   |                                                |                                                 |                                                            |                                                            |                                                            |                                                            |                                                         |                                                         |                                                                 |                                                                 |                                                                 |                                                                 |                                       |                                       |
|                                                          |                                                          |                                                          |                                                          |                                                                   |                                                                   |                                                                   |                                                                   |                                                |                                                 |                                                            |                                                            |                                                            |                                                            |                                                         |                                                         |                                                                 |                                                                 |                                                                 |                                                                 |                                       |                                       |
| Zofia Tarnowska ur. 1869 zm. 1954                        | Zofia Tarnowska ur. 1869 zm. 1954                        |                                                          | Zdzisław Jan Tarnowski ur. 1862 zm. 1937                 | Zdzisław Jan Tarnowski ur. 1862 zm. 1937                          | Zdzisław Jan Tarnowski ur. 1862 zm. 1937                          | Zdzisław Jan Tarnowski ur. 1862 zm. 1937                          | Adam Amor Tarnowski ur. 1866 zm. 1946                             | Adam Amor Tarnowski ur. 1866 zm. 1946          | Adam Amor Tarnowski ur. 1866 zm. 1946           | Adam Amor Tarnowski ur. 1866 zm. 1946                      | Juliusz Tarnowski ur. 1864 zm. 1917 linia konecka          | Juliusz Tarnowski ur. 1864 zm. 1917 linia konecka          | Juliusz Tarnowski ur. 1864 zm. 1917 linia konecka          | Juliusz Tarnowski ur. 1864 zm. 1917 linia konecka       |                                                         |                                                                 |                                                                 |                                                                 |                                                                 |                                       |                                       |
|                                                          |                                                          |                                                          |                                                          |                                                                   |                                                                   |                                                                   |                                                                   |                                                |                                                 |                                                            |                                                            |                                                            |                                                            |                                                         |                                                         |                                                                 |                                                                 |                                                                 |                                                                 |                                       |                                       |
|                                                          |                                                          |                                                          |                                                          |                                                                   |                                                                   |                                                                   |                                                                   |                                                |                                                 |                                                            |                                                            |                                                            |                                                            |                                                         |                                                         |                                                                 |                                                                 |                                                                 |                                                                 |                                       |                                       |
| Zofia Tarnowska ur. 1901 zm. 1963                        | Zofia Tarnowska ur. 1901 zm. 1963                        | Artur Kazimierz Tarnowski ur. 1903 zm. 1985              | Artur Kazimierz Tarnowski ur. 1903 zm. 1985              | Artur Kazimierz Tarnowski ur. 1903 zm. 1985                       | Artur Kazimierz Tarnowski ur. 1903 zm. 1985                       | Jan Juliusz Tarnowski ur. 1900 zm. 1966                           | Jan Juliusz Tarnowski ur. 1900 zm. 1966                           | Jan Juliusz Tarnowski ur. 1900 zm. 1966        | Jan Juliusz Tarnowski ur. 1900 zm. 1966         | Maria Tarnowska ur. 1904 zm. 1985                          | Maria Tarnowska ur. 1904 zm. 1985                          | Maria Tarnowska ur. 1904 zm. 1985                          | Maria Tarnowska ur. 1904 zm. 1985                          | Róża Tarnowska ur. 1898 zm. 1961                        | Róża Tarnowska ur. 1898 zm. 1961                        | Andrzej Bubiś Tarnowski ur. 1909 zm. 1978                       | Andrzej Bubiś Tarnowski ur. 1909 zm. 1978                       | Andrzej Bubiś Tarnowski ur. 1909 zm. 1978                       | Andrzej Bubiś Tarnowski ur. 1909 zm. 1978                       |                                       |                                       |
|                                                          |                                                          |                                                          |                                                          |                                                                   |                                                                   |                                                                   |                                                                   |                                                |                                                 |                                                            |                                                            |                                                            |                                                            |                                                         |                                                         |                                                                 |                                                                 |                                                                 |                                                                 |                                       |                                       |
|                                                          |                                                          |                                                          |                                                          |                                                                   |                                                                   |                                                                   |                                                                   |                                                |                                                 |                                                            |                                                            |                                                            |                                                            |                                                         |                                                         |                                                                 |                                                                 |                                                                 |                                                                 |                                       |                                       |
| Maria Zofia Tarnowska ur. 1932 zm. -                     | Maria Zofia Tarnowska ur. 1932 zm. -                     |                                                          | Jan Artur Tarnowski ur. 1933 zm. 2024                    | Jan Artur Tarnowski ur. 1933 zm. 2024                             | Jan Artur Tarnowski ur. 1933 zm. 2024                             | Jan Artur Tarnowski ur. 1933 zm. 2024                             | Marcin Juliusz Tarnowski ur. 1935 zm. 2009                        | Marcin Juliusz Tarnowski ur. 1935 zm. 2009     | Marcin Juliusz Tarnowski ur. 1935 zm. 2009      | Marcin Juliusz Tarnowski ur. 1935 zm. 2009                 | Paweł Ździsław Tarnowski ur. 1937 zm. 2018                 | Paweł Ździsław Tarnowski ur. 1937 zm. 2018                 | Paweł Ździsław Tarnowski ur. 1937 zm. 2018                 | Paweł Ździsław Tarnowski ur. 1937 zm. 2018              |                                                         |                                                                 |                                                                 |                                                                 |                                                                 |                                       |                                       |
|                                                          |                                                          |                                                          |                                                          |                                                                   |                                                                   |                                                                   |                                                                   |                                                |                                                 |                                                            |                                                            |                                                            |                                                            |                                                         |                                                         |                                                                 |                                                                 |                                                                 |                                                                 |                                       |                                       |
|                                                          |                                                          |                                                          |                                                          |                                                                   |                                                                   |                                                                   |                                                                   |                                                |                                                 |                                                            |                                                            |                                                            |                                                            |                                                         |                                                         |                                                                 |                                                                 |                                                                 |                                                                 |                                       |                                       |
| Rose Isabelle Tarnowska ur. 1960 zm. -                   | Rose Isabelle Tarnowska ur. 1960 zm. -                   |                                                          | Yolande Gabrielle Tarnowska ur. 1964 zm. -               | Yolande Gabrielle Tarnowska ur. 1964 zm. -                        | Yolande Gabrielle Tarnowska ur. 1964 zm. -                        | Yolande Gabrielle Tarnowska ur. 1964 zm. -                        | Danuta Ioana Tarnowska ur. 1961 zm. -                             | Danuta Ioana Tarnowska ur. 1961 zm. -          | Danuta Ioana Tarnowska ur. 1961 zm. -           | Danuta Ioana Tarnowska ur. 1961 zm. -                      | Maria Elżbieta Tarnowska ur. 1991 zm. -                    | Maria Elżbieta Tarnowska ur. 1991 zm. -                    | Maria Elżbieta Tarnowska ur. 1991 zm. -                    | Maria Elżbieta Tarnowska ur. 1991 zm. -                 | Zofia Gabriela Tarnowska ur. 1992 zm. -                 | Zofia Gabriela Tarnowska ur. 1992 zm. -                         | Zofia Gabriela Tarnowska ur. 1992 zm. -                         | Zofia Gabriela Tarnowska ur. 1992 zm. -                         |                                                                 |                                       |                                       |